# Gelbkehl-Flughuhn
Das Gelbkehl-Flughuhn (Pterocles gutturalis) ist ein in Afrika beheimatetes Flughuhn und gehört zu den Eigentlichen Flughühnern (Pterocles).
Der Vogel kommt in Äthiopien, Angola, Botswana, Eritrea, Kenia, Namibia, Sambia, Simbabwe, Südafrika und Tansania vor.
Der Lebensraum umfasst offenes Grasland und Trockensavanne und Hochebenen von 800–2000 m. Bevorzugt wird kurzes, frisches Gras, gern kürzlich abgebrannte Flächen, gern in der Nähe von Flüssen oder Sümpfen.
Das Artepitheton kommt von lateinisch gutur ‚Kehle‘.

## Merkmale
Die Art ist 28–31 cm groß, das Männchen wiegt zwischen 340 und 345, das Weibchen zwischen 285 und 400 g. Damit ist es das größte afrikanische Flughuhn, im Flug fallen der kurze gekeilte Schwanz, die dunkelbraune Unterseite und die schwärzliche Flügelunterseite auf.
Das Männchen ist blass cremefarben gelb in Gesicht und Kehle mit breitem schwarzen umrahmendem Band, die übrige Oberseite ist einfarbig grau-braun mit einzelnen dunklen Flecken auf den Schulterfedern und breiten rotbraunen Spitzen der Flügeldecken, die Unterseite ist dunkel kastanienbraun. Das Kopfmuster ist charakteristisch mit gelbem Überaugenstreif, Wangen und Kinn, schwarzem Zügel und Nackenhalbring, grauen Augenring und bläulichem Schnabel.
Das Weibchen ist an Nacken, Brust und Oberseite kräftig braun, schwarz und lohfarben gefleckt, Gesicht und Kehle sind blass gelblich, die Unterseite dunkel kastanienbraun und gebändert. Die Zügel sind braun, die gelbliche Kehle nicht schwarz abgesetzt. Jungvögel ähneln den Weibchen, haben aber kleinere Flecken und eine engere Bänderung auf der Oberseite.

## Geografische Variation
Es werden folgende Unterarten anerkannt:
- P. g. saturatior E. J. O. Hartert, 1900, – Äthiopien bis Nordsambia, Kenia und Tansania, Spitzen der Flügeldecken sind heller und mehr zimtfarben
- P. g. gutturalis Smith, 1836, Nominatform – Süden Sambias und Angola bis Botswana und Norden Südafrikas

## Stimme
Der Flugruf wird als „ah-oo—ap-oo-ah-er-aap“ oder als tiefes, weithin hörbares „aw-aw“ beschrieben, der erste Laut höher, sowie als gutturales „ki-kwoak....kok-korr-rorr“. Die Ruffolge ist langsamer als bei anderen Flughühnern.

## Lebensweise
Die Art tritt paarweise, in kleinen Gruppen und gelegentlich in größeren Jagdgemeinschaften auf, ist sesshaft und umherwandernd in offenen Grasflächen und trinkt am Vormittag.
Die Nominatform brütet zwischen April und September in Südsambia und Nordbotswana und überwintert in Simbabwe, Südostbotswana oder Südafrika. Die Unterart saturatior ist sesshaft.
Die Nahrung besteht aus kleinen Pflanzensamen, gerne von Gemüsepflanzen.
Das Gelege besteht aus 2–3 Eier in einer flachen Vertiefung, die über 25 Tage ausgebrütet werden.

## Gefährdungssituation
Der Bestand gilt als nicht gefährdet (Least Concern).